# Houdrigny
Houdrigny (en gaumais Hondrègni) est un village de la commune belge de Meix-devant-Virton situé en Région wallonne dans la province de Luxembourg.
Avant la fusion des communes de 1977, il faisait partie de Villers-la-Loue.

## Géographie
Le village est traversé du nord au sud par la route nationale 88 reliant Florenville et Athus (Aubange). Il est bordé à l’ouest par la ligne ferroviaire 165 Athus-Meuse et par la Chevratte, un affluent du Ton.

## Toponymie
- Houteringen (XVIe siècle)[1].

## Patrimoine
- Deux lavoirs existent toujours à Houdrigny. L'un (rue Yvan Gils) a été réaffecté en habitation. L'autre (rue des Pâquis) a d'abord abrité une scierie avant d'être transformé en générateur d'électricité[2].
- La grotte d'Houdrigny est en réalité une petite cavité créée par l'homme au bord de la Chevratte. Aménagée comme lieu de culte, elle accueille annuellement un messe catholique.
- Le cimetière militaire 14-18 appartient à l'Etat français. De nombreux soldats du 87e régiment d'infanterie de Saint-Quentin tombés le 22 août 1914 y sont enterrés.